# 老撾政治
寮国政治是关于中南半岛的社會主義國家寮国的政治，老撾人民革命黨是政治上唯一合法的政黨和執政黨。老撾的最高領導人是老撾人民革命黨中央委員會總書記，名義上的國家元首是國家主席、政府首腦是政府總理。老撾的立法機關是實行一院制的老撾國會，立法首腦是老撾國會主席。每5年改選1次，每年召開兩次會議。老撾現行憲法是於1991年通過的。